# اچ‌ام‌اس آکتئون (۱۸۳۱)
اچ‌ام‌اس آکتئون (۱۸۳۱) (به انگلیسی: HMS Actaeon (1831)) یک کشتی بود که طول آن ۱۲۱ فوت ۶ اینچ (۳۷٫۰۳ متر) بود. این کشتی در سال ۱۸۳۱ ساخته شد.